# ساچین (بازیگر)
ساچین (به انگلیسی: Sachin)با نام تولد ساچین پیلگانکار (به انگلیسی: Sachin Pilgaonkar) (زاده ۱۷ اوت ۱۹۵۷) بازیگر، کارگردان، خواننده هندی است.
از فیلم‌هایی که وی در آن نقش داشته‌است می‌توان به شعله اشاره کرد.

## فیلم‌شناسی
فهرست برخی از فیلم‌هایی که ساچین در آن‌ها به ایفای نقش پرداخته‌است:
- شعله
- نیزهٔ سه شاخه
- هفت با هفت
- جوا
- سکسکه
- ماجلی دیدی
- عصر امروز
- آزمایش (کارگردان)
- الماس قلب
- خشم
- وارث
- معبد عشق
- از طریق مژه‌ها
- عروس کودک
- جدایی
- آن‌سوی رودخانه
- راهب عشق
- آرجون پاندیت
- دوران کودکی